# Gianfranco Leoncini
Gianfranco Leoncini (Roma, 25 de septiembre de 1939-Chivasso, 5 de abril de 2019) fue un futbolista y director técnico italiano. Se desempeñaba en la posición de centrocampista.

## Selección nacional
Fue internacional con la selección de fútbol de Italia en 2 ocasiones. Debutó el 22 de junio de 1966, en un encuentro ante la selección de Argentina que finalizó con marcador de 3-0 a favor de los italianos.

## Muerte
Leoncini falleció el 5 de abril de 2019 a causa de Leucemia

### Participaciones en Copas del Mundo
| Mundial                        | Sede       | Resultado    |
| ------------------------------ | ---------- | ------------ |
| Copa Mundial de Fútbol de 1966 | Inglaterra | Primera fase |

## Clubes

### Como futbolista
| Club           | País   | Año       |
| -------------- | ------ | --------- |
| Juventus F. C. | Italia | 1958-1970 |
| Atalanta B. C. | Italia | 1970-1972 |
| Mantova F. C.  | Italia | 1972-1973 |
| Atalanta B. C. | Italia | 1973-1974 |

### Como entrenador
| Club           | País   | Año       |
| -------------- | ------ | --------- |
| Atalanta B. C. | Italia | 1975-1976 |

## Palmarés

### Como futbolista

#### Campeonatos nacionales
| Título      | Club           | País   | Año     |
| ----------- | -------------- | ------ | ------- |
| Copa Italia | Juventus F. C. | Italia | 1958-59 |
| Serie A     | Juventus F. C. | Italia | 1959-60 |
| Copa Italia | Juventus F. C. | Italia | 1959-60 |
| Serie A     | Juventus F. C. | Italia | 1960-61 |
| Copa Italia | Juventus F. C. | Italia | 1964-65 |
| Serie A     | Juventus F. C. | Italia | 1966-67 |